# Groasis Waterboxx

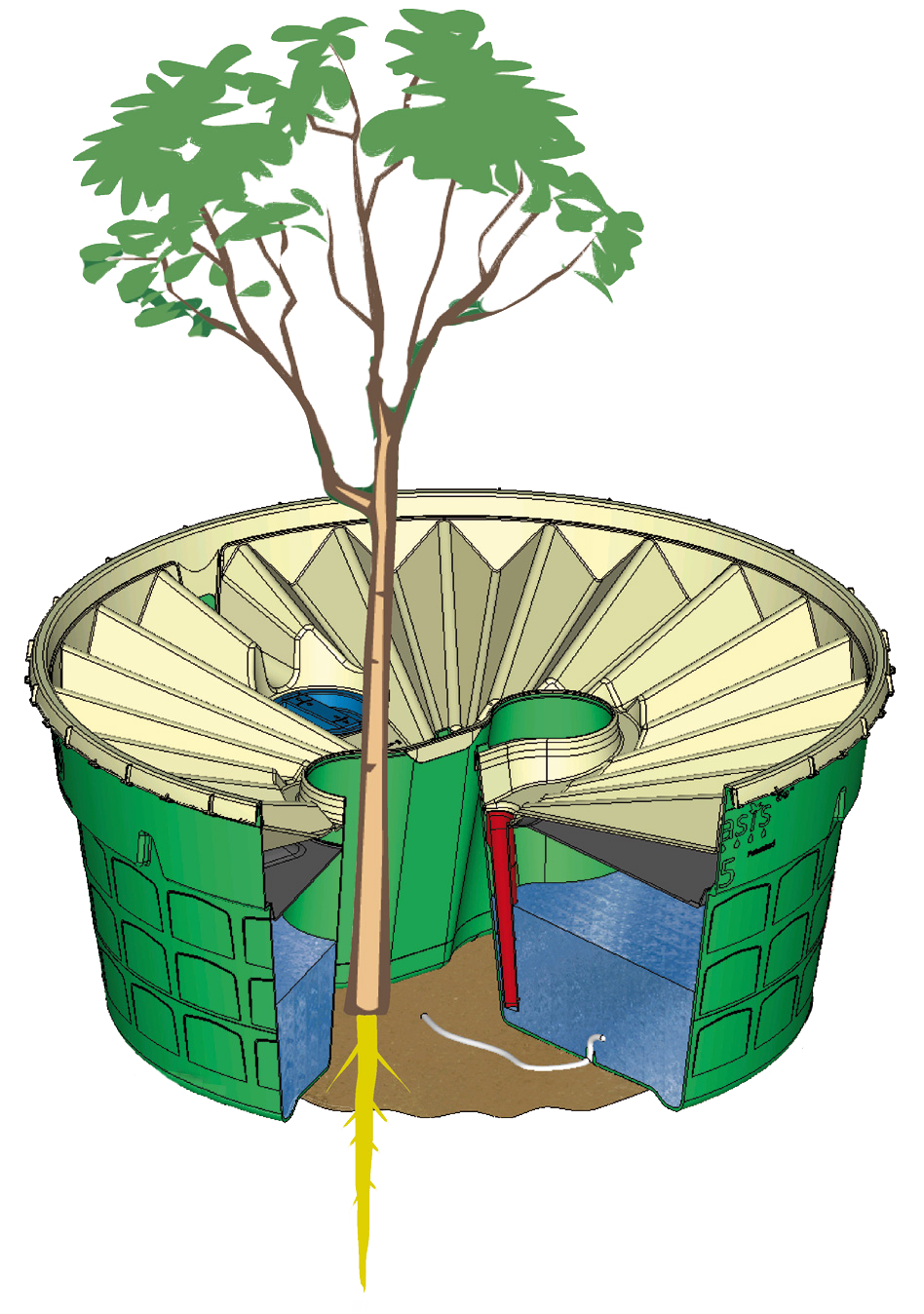
Planta enraizando y creciendo en el dispositivo Groasis Waterboxx

El Groasis Waterboxx es un dispositivo diseñado para ayudar al crecimiento de los árboles en áreas secas. Fue inventado y desarrollado por Pieter Hoff, un exportador de flores holandés, y ganó el premio de tecnología verde de Popular Science de "Lo Mejor de la Nueva Innovación" de la concesión del año 2010.

## Fundamento
Existen grandes extensiones en el mundo que son demasiado secas para que sobrevivan los árboles. 
Aunque el agua puede estar presente en el suelo, a menudo está demasiado profunda para que los árboles pequeños en el inicio de su crecimiento desarrollen una estructura radicular para llegar a ella.
La tecnología Groasis emplea la biomimesis para resolver el problema del cultivo de plantas en los desiertos, en zonas  erosionadas, tierras baldías y en terrenos rocosos. 
El objetivo de esta tecnología es poder replantar esas zonas, restaurar la cubierta vegetal y hacerlas productivas mediante el desarrollo de árboles frutales y hortalizas.

## Diseño

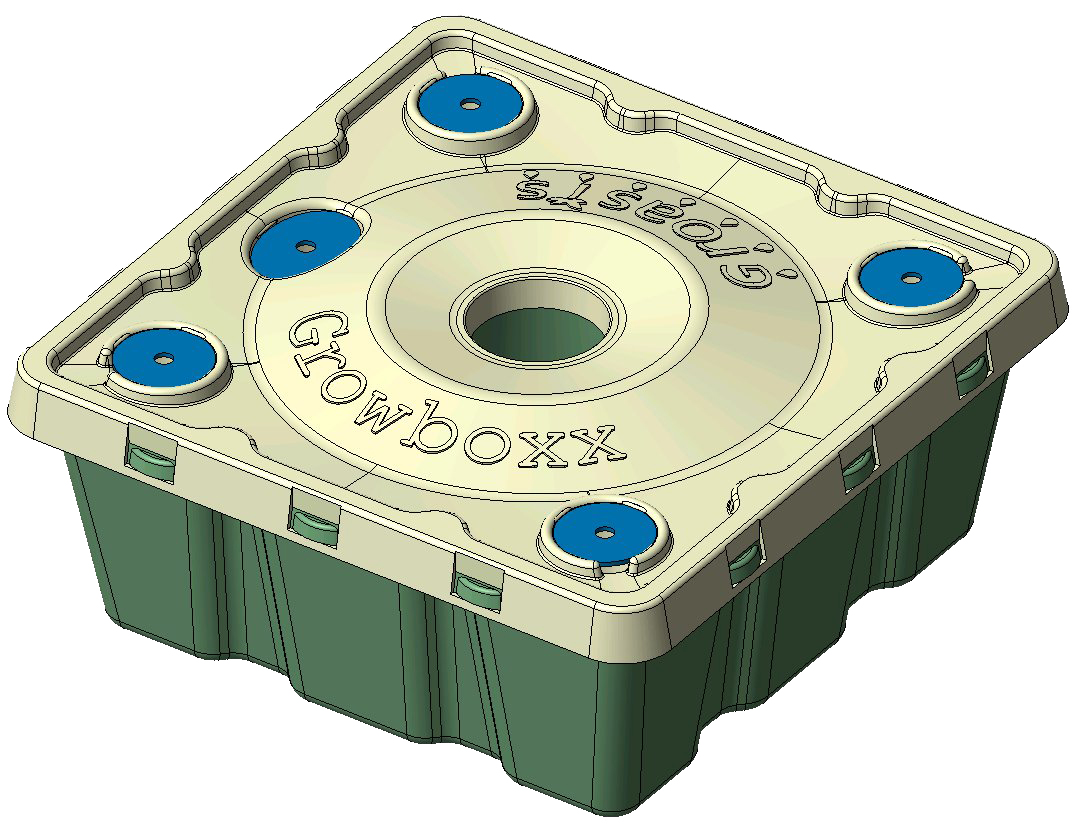
Dispositivo biodegradable 100% de Groasis Growboxx

El "Groasis" es un balde de polipropileno con una tapa en la parte superior y con una mecha en contacto con el terreno en la inferior. Tiene un túnel vertical en el medio para dos plantas. Una mecha permite que el agua del interior de la caja pueda gotear en el suelo a través de capilaridad. Los agujeros del dispositivo proporcionan a las semillas la posibilidad de germinación aislándolas a un tiempo del consumo por las aves y del efecto abrasador del sol.
La tapa de la caja está cubierta por pequeños resaltes con superficies nanoestructuradas micro superhidrófobas, que crean un efecto loto debido a una superficie superhidrofóbica. La tapa sirve para canalizar la más mínima cantidad de agua por sifones en el depósito central de la caja.
El producto funciona como una incubadora de plantas, para albergar tanto retoños como para proteger el suelo de alrededor del calor abrasador del sol, mientras que tiene un suministro constante de agua para la planta según lo va requiriendo ella misma. La tapa recoge el agua de la lluvia y la condensación del rocío nocturno, que se almacena en el cubo. 
Las pequeñas cantidades comunicadas del depósito lleno de agua (alrededor de 50 ml por día) en el suelo por una mecha para regar el árbol y para fomentar en el árbol el desarrollo de una estructura de raíces.
La caja actúa como un escudo protector para el agua superficial en el suelo, y esta agua luego se extiende hacia abajo y hacia fuera en vez de ser arrastrado en la superficie y que se evapore. Tanto la temperatura como la humedad por debajo y dentro de la caja durante la noche y el día se encuentran más estables que sin la caja.
A partir de 2010, el desarrollo ha tenido 7 años a un costo $ 7,1 millones.

## Instalación
El uso de la caja implica inicialmente la excavación de un agujero en el suelo por una persona o una máquina. 
Se siembran en el agujero de una a tres plantas, y se coloca un panel de cartón alrededor de las plantas para evitar que otras plantas competidoras desarrollen sus semillas en este espacio. 
En las zonas secas, la tierra alrededor de las plantas se inocula con micorrizas para liberar los nutrientes en el suelo que de otra manera sería inaccesible químicamente a las plantas en crecimiento. 
Se inserta una mecha en la parte inferior de la Groasis que se baja entonces sobre las plantas quedando en contacto con el terreno y se llena con agua. 
En la parte superior de la caja tiene dos tapas, en una el embudo del agua de lluvia o del rocío y la otra el tapón del depósito del agua de la tapa superior.

## Pruebas
La caja ha sido probada durante 3 años en la Universidad Mohamed Primero de Marruecos donde casi el 90% de las plantas sobrevivieron con la caja en comparación con el 10% sin ella de las plantaciones testigo.
Aparte de los proyectos en las zonas áridas cálidas, la caja está siendo probado en bodegas y en regiones frías de montaña.
El dispositivo también se utiliza para cultivar árboles con requerimientos de agua en las regiones templadas, incluyendo la siembra de la sequoia gigante (Sequoiadendron giganteum) en la región de los Grandes  Lagos.
En España el "Groasis" se utiliza en el ambicioso proyecto "Los Desiertos Verdes" que se trata de un proyecto de reforestación con la participación y monitoreo de la Universidad de Valladolid y el apoyo del programa "Life+" de la Unión Europea en 63 hectáreas en 5 diferentes provincias de España (Valladolid, León, Zamora, Zaragoza y Barcelona). Todas las zonas incluidas en el proyecto son diferentes en razón de sus: clima, tipos de suelo, altura, uso actual (terrenos incultos, escombrera, área de esquí, bosque quemado, agricultura) y árboles autóctonos. El elemento común para todas es que son muy secas, hasta áridas. 